# Magazine (Heart)
Magazine è il terzo album discografico del gruppo musicale hard rock statunitense Heart. Venne pubblicato in maniera incompleta e non autorizzata dalla Mushroom Records nell'aprile 1977, circa un mese prima dell'uscita del secondo album Little Queen. La band ha successivamente completato e ripubblicato il disco con la nuova etichetta Capitol Records nel 1978.

## Tracce
1. Heartless (Ann Wilson, Nancy Wilson) – 5:00
2. Without You (Pete Ham, Tom Evans) – 4:44
3. Just the Wine (A. Wilson, N. Wilson) – 4:30
4. Magazine (A. Wilson, N. Wilson) – 6:51
5. Here Song (A. Wilson) – 1:35
6. Devil Delight (A. Wilson, N. Wilson) – 4:58
7. Blues Medley (Mother Earth) (You Shook Me Babe) (Live) (Peter Chatman, Lewis Simpkins, Willie Dixon) – 7:12
8. I've Got the Music in Me (Live) (Bias Boshell) – 6:28

## Formazione
- Ann Wilson - voce, flauto, chitarra
- Nancy Wilson - voce, chitarra, pianoforte
- Michael Derosier - batteria
- Roger Fisher - chitarra
- Steve Fossen - basso, percussioni
- Howard Leese - chitarra, tastiere, synth

### Collaboratori
- Lynn Wilson, tastiera